# Paesaggio montano con arcobaleno
Paesaggio montano con arcobaleno (in tedesco Gebirgslandschaft mit Regenbogen) è un dipinto a olio dell'artista romantico tedesco Caspar David Friedrich. È conservato presso il Museum Folkwang di Essen. L'autore trasse ispirazione per quest'opera dal suo viaggio del 1809 attraverso la Germania e lungo le coste del Mar Baltico. L'osservazione della natura durante i suoi viaggi ha permesso a Friedrich di comporre un paesaggio universale e idilliaco .

## Descrizione e analisi
In primo piano un viandante si è fermato a riposare. Egli volge lo sguardo verso lo sfondo dove si apre un oscuro abisso. In quelle profondità si intravedono alcune montagne, mentre, al di sopra del paesaggio, nella luce che sta scomparendo, si forma un arcobaleno . 
Nei lavori di Friedrich, i dipinti che presentano un netto contrasto tra primo piano e sfondo sono comuni; questa separazione simboleggia il piano fisico e quello spirituale dell'esistenza. Ciò avviene anche in questo dipinto: in primo piano il sole illumina il fogliame e gli abiti del viaggiatore, mentre l'oscurità della notte riempie il resto dell'immagine. Il giorno e la notte, lo spirito e la materia, sono unificati dall'arcobaleno, che nel racconto della Genesi dell'Arca di Noè simboleggia l'alleanza tra Dio e l'umanità.